# ابعار (السدة)

تعديل مصدري - تعديل

ابعار هي إحدى قرى عزلة الزعلاء بمديرية السدة التابعة لمحافظة إب، بلغ تعداد سكانها 62 نسمة حسب تعداد اليمن لعام 2004.